# أولف غوستافسون
أولف غوستافسون (بالسويدية: Ulf Gustafsson)‏ هو مجدف سويدي، ولد في 13 ديسمبر 1937 في Skållerud ‏ في السويد.

## وصلات خارجية
- أولف غوستافسون على موقع الاتحاد الدولي للتجديف (الإنجليزية)
- أولف غوستافسون على موقع أوليمبيديا (الإنجليزية)
- أولف غوستافسون على موقع اللجنة الأولمبية السويدية (السويدية)